# Jeff (Kentucky)
Jeff es un lugar designado por el censo ubicado en el condado de Perry en el estado estadounidense de Kentucky. En el Censo de 2010 tenía una población de 323 habitantes y una densidad poblacional de 158,26 personas por km².

## Geografía
Jeff se encuentra ubicado en las coordenadas 37°12′39″N 83°8′19″O / 37.21083, -83.13861. Según la Oficina del Censo de los Estados Unidos, Jeff tiene una superficie total de 2.04 km², de la cual 1.96 km² corresponden a tierra firme y (3.93%) 0.08 km² es agua.

## Demografía
Según el censo de 2010, había 323 personas residiendo en Jeff. La densidad de población era de 158,26 hab./km². De los 323 habitantes, Jeff estaba compuesto por el 98.76% blancos, el 0% eran afroamericanos, el 0% eran amerindios, el 0% eran asiáticos, el 0% eran isleños del Pacífico, el 0.31% eran de otras razas y el 0.93% pertenecían a dos o más razas. Del total de la población el 1.24% eran hispanos o latinos de cualquier raza.